# Llista de Creus de Sant Jordi/1987/Persones

### Persones
Informació actualitzada per un bot. Els canvis manuals es perdran quan s'actualitzi!
| Persona                      | Wikidata  | Descripció                                                                     | Ocupació                                                                                 | Imatge |
| ---------------------------- | --------- | ------------------------------------------------------------------------------ | ---------------------------------------------------------------------------------------- | ------ |
| Marina Rossell               | Q452094   | cantant catalana                                                               | cantant artista d'estudi músic guitarrista                                               |        |
| Robèrt Lafont                | Q701348   | lingüista i activista occità                                                   | dramaturg lingüista escriptor professor d'universitat poeta historiador de la literatura |        |
| Adolf Pizcueta i Alfonso     | Q788426   | polític espanyol                                                               | polític empresari activista cultural                                                     |        |
| Feliu Formosa i Torres       | Q1336725  | escriptor, traductor, poeta i actor català                                     | poeta escriptor traductor actor                                                          |        |
| Òscar Tusquets Blanca        | Q1401071  | arquitecte català                                                              | arquitecte pintor dissenyador escriptor                                                  |        |
| Samuel Haddas                | Q2218355  |                                                                                | diplomàtic                                                                               |        |
| Carles Ferrer i Salat        | Q2939349  | tennista i empresari català                                                    | tennista empresari oficial d'esport                                                      |        |
| Francesc Manunta i Baldino   | Q3076397  | escriptor alguerés                                                             | poeta activista pels drets lingüistics missioner                                         |        |
| Anton Cañellas i Balcells    | Q3328588  | polític, advocat i joier català                                                | polític advocat joier editor                                                             |        |
| Josep Maria Font i Rius      | Q3753534  | Historiador, jurista i professor català                                        | historiador jurista professor d'universitat                                              |        |
| Francesc Orts i Llorca       | Q5397790  | metge mexicà                                                                   | metge                                                                                    |        |
| Avel·lí Artís-Gener          | Q8210199  | impressor, ninotaire, periodista, escriptor, escenògraf, traductor i enigmista | periodista escriptor traductor escenògraf                                                |        |
| Josep Amat i Pagès           | Q11036230 | pintor català                                                                  | pintor                                                                                   |        |
| Josep Solé i Barberà         | Q11041977 | Advocat i polític català                                                       | jurista advocat polític                                                                  |        |
| Enric Jardí i Casany         | Q11681489 | advocat, assagista i historiador català                                        | escriptor jurista crític d'art advocat                                                   |        |
| Horacio Saénz Guerrero       | Q11682599 | periodista espanyol                                                            | periodista guionista de cinema                                                           |        |
| Andreu-Avel·lí Artís i Tomàs | Q11905492 | periodista, escriptor i dibuixant català                                       | periodista escriptor dibuixant novel·lista                                               |        |
| Antoni Puig i Planas         | Q11905926 |                                                                                | empresari enginyer                                                                       |        |
| Benet Ribas i Fugarolas      | Q11908980 |                                                                                | periodista activista cultural                                                            |        |
| Daniel Pagès i Raventós      | Q11916584 | Enginyer agrònom i empresari català                                            | empresari enginyer agrònom                                                               |        |
| Francesc Vilardell i Viñas   | Q11922871 | metge espanyol                                                                 | metge                                                                                    |        |
| Joan Bonet i Baltà           | Q11927639 | historiador espanyol (1906-1997)                                               | historiador                                                                              |        |
| Joan Mercader i Riba         | Q11927839 | historiador català (1917-1989)                                                 | historiador                                                                              |        |
| Joan Uriach i Marsal         | Q11927970 | empresari català del sector farmacèutic                                        | empresari farmacèutic                                                                    |        |
| Josep Ferrer i Sala          | Q11928573 | empresari espanyol                                                             | empresari                                                                                |        |
| Josep Maria Elias i Xivillé  | Q11928688 |                                                                                |                                                                                          |        |
| Josep Maria Pons i Guri      | Q11928735 | jurista, historiador i polític català                                          | historiador arxiver polític jurista                                                      |        |
| Lluís Magaña i Martínez      | Q11933628 |                                                                                | empresari                                                                                |        |
| Maria Rosa Farré i Escofet   | Q11935477 | pedagoga espanyola                                                             | pedagog                                                                                  |        |
| Pere Ponsich i Rondes        | Q11941032 |                                                                                | historiador arqueòleg                                                                    |        |
| Sebastià Gràcia i Petit      | Q11947966 |                                                                                | activista cultural sardanista                                                            |        |
| Joan Bofill i Tauler         | Q16178585 |                                                                                | jurista advocat                                                                          |        |
| Antoni Caralps i Massó       | Q16184719 | metge català                                                                   | metge                                                                                    |        |
| Jordi Maragall i Noble       | Q19256882 | jurista, polític i advocat català                                              | jurista polític advocat                                                                  |        |
| Francesc Noy i Ferré         | Q19290907 |                                                                                | periodista catedràtic                                                                    |        |
| Josep Maria Pujadas i Forgas | Q19300524 | empresari espanyol                                                             | empresari                                                                                |        |
| Ramon Sarró i Burbano        | Q19301711 | psiquiatra català (1900-1993)                                                  | metge psiquiatre                                                                         |        |